# L'Homme d'affaires
L'Homme d’affaires (The Business Man) est une nouvelle d'Edgar Allan Poe publiée pour la première fois en février 1840. Traduite en français par Félix Rabbe, elle fait partie du recueil Derniers Contes.

## Résumé
Le narrateur raconte ses diverses tentatives professionnelles, toutes plus douteuses les unes que les autres, pour évoluer dans le monde. Il commence comme mannequin ambulant pour un tailleur, avant de pratiquer l'"Offusque l'œil", une forme de chantage immobilier. Il devient ensuite spécialiste des coups et blessures provoqués, puis mendiant nettoyeur de rue. Il s'essaie au dressage de chiens pour salir les passants, joue de l'orgue de Barbarie de manière délibérément nuisible, pratique l'escroquerie en tant que faux postier, et finit par élever des chats pour profiter d'une prime sur leurs queues.

## Thèmes
La nouvelle constitue une satire du monde des affaires et du capitalisme américain. Elle ridiculise le culte de la "méthode" et du systématisme, la notion d'homme d'affaires respectable, la spéculation et les arnaques légales, l'exploitation des failles législatives, ainsi que la prétention à l'honnêteté dans les affaires malhonnêtes.
Une certaine ironie parcourt la nouvelle. Elle repose sur le contraste entre la revendication constante du narrateur d'être un homme d'affaires méthodique et respectable, et la nature manifestement frauduleuse de ses activités. Le texte dénonce l'hypocrisie d'une société où la réussite économique justifie les moyens les plus douteux. La nouvelle s'inscrit dans une critique plus large de la société marchande et de ses valeurs morales contestables, et préfigure les critiques modernes du libéralisme économique.